# Mary Slessorová
Mary Mitchell Slessorová (2. prosince 1848 Aberdeen – 13. ledna 1915 Calabar) byla skotská misionářka.
Pocházela z chudé rodiny, její otec předčasně zemřel v důsledku alkoholismu, od dětství pracovala v továrně na zpracování juty v Dundee. Byla příslušnicí presbyteriánské církve, která ji v roce 1876 vyslala šířit křesťanství do Afriky. Pobývala u Efiků na jihovýchodě dnešní Nigérie, naučila se jejich jazyk a nosila tradiční oděv. Usilovala o zlepšení zdravotní péče v regionu a v roce 1895 založila v Calabaru školu, kde se domorodá mládež učila řemeslům. Zasloužila se o vymýcení pověry, podle níž bylo narození dvojčat považováno za neblahé znamení a oba kojenci bývali obvykle předhozeni divoké zvěři. Místní lidé ji nazývali „matkou všech“ a „královnou Okoyongu“. Byl jí udělen Nejctihodnější řád sv. Jana Jeruzalémského.
Clydesdale Bank vydala v roce 1997 desetilibrovou bankovku s jejím portrétem. V roce 2017 se stala první ženou, jejíž busta je umístěna v síni skotských hrdinů ve Wallace Monumentu nedaleko Stirlingu. Je po ní také pojmenována planetka 4793 Slessor.